# Laila Fawzi
Laila Fawzi (arab. ليلى فوزي, tur. Leyla Fevziur) alternatywnie Leila Fawzi albo Layla Fawzy (ur. 3 lutego 1923, zm. 12 stycznia 2005) – turecko-egipska aktorka i modelka. Była jednym z pionierów egipskiej kinematografii występując w ponad 80 filmach. Miss Egiptu z 1940 roku.
Urodziła się w Turcji w 1923 roku, jej ojciec był Egipcjaninem, a matka Turczynką. Jako aktorka filmowa zadebiutowała w wieku 17 lat. Szybko stała się jedną z gwiazd egipskiego kina.